# Глазівка
Гла́зівка (до 1945 — Бакси́, крим. Baqsı) — село Керченського району Автономної Республіки Крим.
У селі знаходиться прикордонно-пропускний пункт Глазівка. Важливість цього населеного пункту полягає в тому, що через село проходить траса міжнародного значення E97 сполученням Херсон—Поті. На данній ділянці сполучення відбувається між Керчю та Анапою.

## Історія
Поблизу Глазівки виявлено скіфські кургани (зокрема — Баксинський), залишки античного городища і могильника V—III ст. до н. е., а неподалік Осовин і Юркиного — двох поселень IV—II ст. до н. ери.
У 2023 році у проєкті Постанови Верховної Ради України «Про перейменування деяких населених пунктів Автономної Республіки Крим» село запропоновано перейменувати на Бакси.